# 上田利男
上田 利男（うえだ としお、1931年6月18日 - ）は、日本の社会学者。

## 来歴
京都市生まれ。1962年関西大学文学部卒。1964年立教大学大学院応用社会学研究科修士課程修了。日本専売公社(現JT)京都工場、本社勤務を経て、1977年小集団研究所を創立。小集団活動について国内外多くの企業で実践指導を行うとともに、1977－95年関西大学講師として小集団理論を講義。

## 著書
- 『日本の職長 悩める現場管理者たち』日本経済新聞社 日経新書 1971
- 『企業内コミュニケーション』日本経済新聞社 日経文庫 1974
- 『たばこの民俗 たばこ神社と旅館』国書刊行会 1977
- 『小集団活動 理論と実践マニュアル』総合労働研究所 LD文庫 1978
- 『ブルーカラー・ブルース 沈黙地帯・現場の思想への洞察』人間の科学社 人間の科学叢書 1978
- 『小集団リーダーの実践マニュアル』日本能率協会 ビジネスマン相互啓発シリーズ　1979
- 『読み書き話す・相互啓発学習法』日本能率協会 ビジネスマン相互啓発シリーズ　1979
- 『OJTの実践マニュアル 計画的な職場内研修の進めかた』日本能率協会 ビジネスマン相互啓発シリーズ 1980
- 『小集団活動の手引』日本経済新聞社 日経文庫 1980
- 『生産性と小集団活動 生きがいのある職場づくり』日本生産性本部 1980
- 『絵で読む小集団活動のこころ 正しい理解のために』日本能率協会 1982
- 『絵で読むやさしい小集団活動のすすめ方』日本能率協会 1982
- 『上手な小集団活動のすすめ方 定着から活性化まで』産業能率大学出版部 1982
- 『効果をあげる小集団活動の進め方』日本経営者団体連盟弘報部 1983
- 『小集団活動のダイナミックス 活性化のための理論と実践』日本能率協会 1985
- 『小集団活動と職場の活性化 働きがいを求めて 新時代の人事・労務講座』ぎょうせい 1988
- 『労働の人間化と小集団活動』泉文堂 1988
- 『マネジャーのための実践OJT 変革時代の人づくりをどうするか』産業能率大学出版部 1989
- 『新・小集団活動の手引』人間の科学社 1991
- 『小集団活動の新展開 自律化から自己組織化へ向かう小集団の流れ』産能大学出版部 1992
- 『夜学 こころ揺さぶる「学び」の系譜』人間の科学社 1998
- 『学習する組織とチームの進化』人間の科学新社 2004

### 共編著
- 『小集団をみつめて』編 人間の科学社 人間の科学叢書 1974
- 『労働のなかの若者論考』牛窪浩共著 人間の科学社 人間の科学叢書 1974
- 『小集団活動の理論と実際』編著 日本労務研究会 1975
- 『小集団活動推進マニアル』編著 新技術開発センター 1982
- 『OJTに活かす小集団活動』共著 日本能率協会 1983

## 参考
- ISBN 4822602508
- 『現代日本人名録』2002年